# Eduard Georgijewitsch Bagrizki

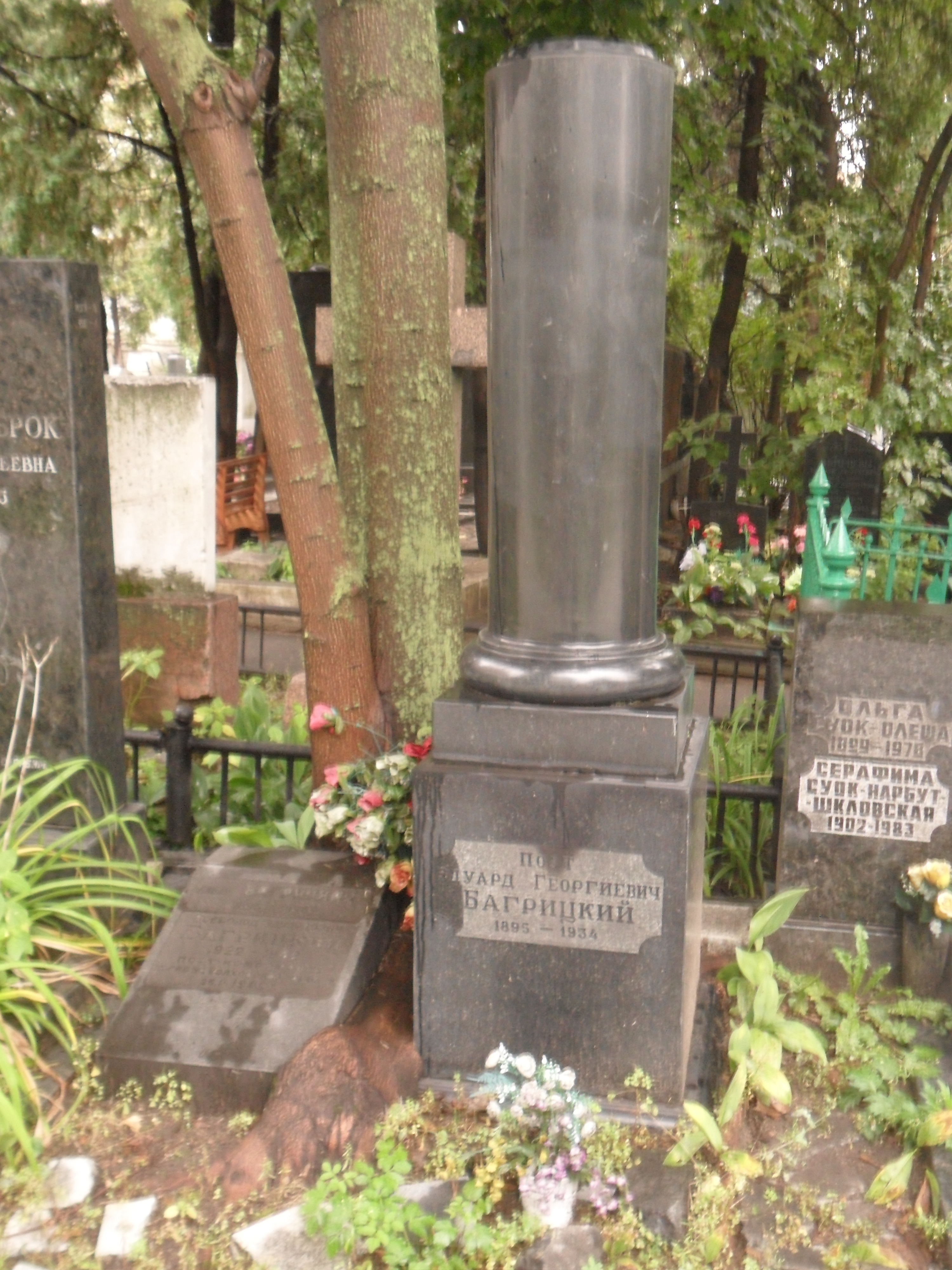
Grab des Dichters auf dem Nowodewitschi-Friedhof in Moskau

Eduard Georgijewitsch Bagrizki (russisch Эдуард Георгиевич Багрицкий; wiss. Transliteration Ėduard Georgievič Bagrickij, eigentlich Eduard Godelewitsch Dsjubin (Эдуард Годелевич Дзюбин / Ėduard Godelevič Dzjubin), geboren am 22. Oktoberjul. / 3. November 1895greg. in Odessa; gestorben am 16. Februar 1934 in Moskau) war ein russisch-sowjetischer Dichter, Übersetzer und Dramaturg. Er war ein Vertreter der frühen Sowjetlyrik. Er publizierte ausschließlich unter Pseudonym. Sein Poem Duma von Opanas ist eine Huldigung an den revolutionären Kampf.
Im Repertoire des Alexandrow-Ensembles befand sich das vor dem Zerfall der Sowjetunion populäre Lied Molodost (Молодость „Jugend“) aus seinem Poem Smert pionerki („Der Tod der jungen Pionierin“, 1932), in der Vertonung von Mark Minkow.
| russ. (Anfang) | Transliteration | Übersetzung |
| --- | --- | --- |
| Нас водила молодость В сабельный поход, Нас бросала молодость На кронштадтский лёд. Боевые лошади Уносили нас, На широкой площади Убивали нас. | Nas wodila molodost W sabelny pochod, Nas brossala molodost Na kronschtadtski ljod. Bojewyje loschadi Unossili nas, Na schirokoi ploschtschadi Ubiwali nas. | Uns führte die Jugend Mit dem Säbel voran, Uns warf die Jugend Auf das Eis in Kronstadt. Kampfrösser trugen uns, Auf dem weiten Platz Wurden wir getötet. |

Seine Gedichte und Poeme erschienen in verschiedenen Auswahlsammlungen.
Der Dichter ist auf dem Nowodewitschi-Friedhof in Moskau begraben.

## Werke (Auswahl)
- Dumy pro Opanassa / Думы про Опанаса / Dumy pro Opanasa (Duma von Opanas)[7] – Poem
- Smert pionerki[8] (1932) – Poem
- Pobediteli (Die Sieger, 1932)
- Poslednjaja notsch (Die letzte Nacht, 1932)

Übersetzungen
- Vom Schwarzbrot und von der Treue der Frau.[9] Gedichte. Deutsch/Russisch. Hrsg. u. Nachw. v. Herbert Krempien. Berlin, Volk und Welt. 1971 Weisse Lyrik-Reihe; Nachdichtungen von Sarah Kirsch, Jürgen Rennert, Wilhelm Tkaczyk, Helmut Preißler, Heinz Czechowski, Ilse Krätzig.

Verschiedene seiner Dichtungen sind im Deutschen in verschiedenen Anthologien russischer Lyrik enthalten.